# Scortum neili
Scortum neili és una espècie de peix pertanyent a la família dels terapòntids.

## Descripció
- Pot arribar a fer 24 cm de llargària màxima.
- 8 espines i 9-12 radis tous a l'aleta dorsal i 3 espines i 7-9 radis tous a l'anal.
- És de color gris platejat.[3][4]

## Hàbitat
És un peix d'aigua dolça, bentopelàgic i de clima tropical que viu entre 0-3 m de fondària.

## Distribució geogràfica
Es troba a Austràlia.

## Observacions
És inofensiu per als humans.